# Acarospora chrysops
Acarospora chrysops är en lavart som först beskrevs av Edward Tuckerman, och fick sitt nu gällande namn av Hugo Magnusson. Acarospora chrysops ingår i släktet Acarospora och familjen Acarosporaceae.   Inga underarter finns listade i Catalogue of Life.